# رون ستون (صحفي)
رون ستون (بالإنجليزية: Ron Stone)‏ هو صحفي أمريكي، ولد في 6 أبريل 1936، وتوفي في 13 مايو 2008.